# Сталактитова печера Чур
Сталактитова печера Чур — геологічна пам'ятка природи місцевого значення. Об'єкт розташований на території Тячівського району Закарпатської області, .
Площа — 5 га, статус отриманий у 1969 році.